# Tovarna Avtomobilov Maribor

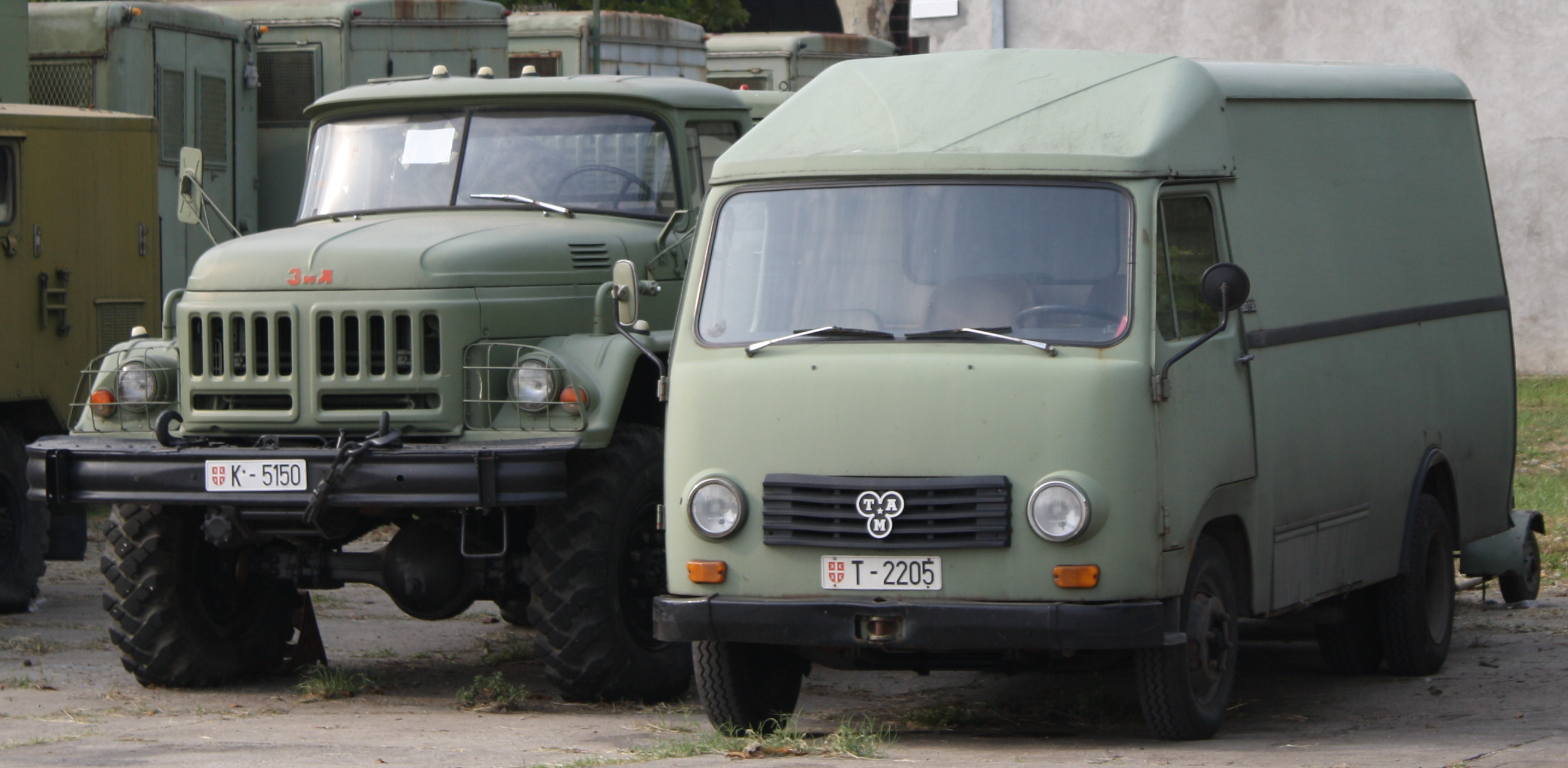
TAM 80

Tovarna Avtomobilov Maribor (TAM) är en tillverkaren av nyttofordon i Maribor i Slovenien. TAM grundades 1946 och började tillverka lastbilar 1947. TAM tillverkade även militärfordon för Jugoslaviens försvarsmakt.